# Rafał Włodarczyk
Rafał Włodarczyk (ur. 26 stycznia 1995 w Pruszkowie) – polski piłkarz występujący na pozycji pomocnika w Hutniku Warszawa. W 2012 wraz z reprezentacją Polski do lat 17 zajął 3-4. miejsce na młodzieżowych Mistrzostwach Europy.